# 폴리테크닉
폴리테크닉(Polytechnique, Polytehneio)은 캐나다에서 제작된 드니 빌뇌브 감독의 2009년 범죄, 드라마 영화이다. 카린 바나스 등이 주연으로 출연하였고 돈 카모디 등이 제작에 참여하였다.

## 출연

### 주연
- 카린 바나스
- 막심 고데트
- 세바스티앙 휴버듀

### 조연
- 조한느 마리 트렘블레이
- 나탈리 하멜-로이
- 피에르-이브 카디날
- 피에르 르블랑
- 이브 듀란소
- 마티유 르두
- 루이즈 프롤스
- 피에르-자비에 마르텔
- 프랑소와-자비에 듀포어
- 소피 드마레
- 앙트완 터쳇
- 나탈리 지라르
- 조나단 듀브스키
- 돈 포드
- 유지니 뷔드리
- 마크 고르듀
- 에블린 브로처
- 미레일 브루렐만스

## 제작진
- 협력프로듀서: 나탈리 브리짓 부스토스
- 세트: 엘리자베스 윌리엄스